# Departamento Guairá
Guairá (Guaraní Guaira) ist ein Departamento in Paraguay, es ist einer von 17 Verwaltungsbezirken.

## Sonstiges
In dem Bezirk befindet sich der  Tres Kandu, mit 842 m über dem Meeresspiegel die höchste Erhebung Paraguays, gelegen im Naturpark-Yvytyruzú. 
Es wird vorwiegend Landwirtschaft betrieben. Guairá ist der wichtigste Produzent von Zuckerrohr (mit etwa 41 % der nationalen Produktion). Dort  liegt das einzige Weinanbaugebiet Paraguays. Außerdem wird Rinderzucht betrieben.

## Distrikte
- Borja
- Capitán Mauricio José Troche
- Coronel Martínez
- Doctor Botrell
- Félix Pérez Cardozo
- General Eugenio A. Garay
- Independencia
- Itapé
- Iturbe
- Jose A. Fassardi
- Mbocayaty del Guairá
- Natalicio Talavera
- Ñumí
- Paso Yobai
- San Salvador
- Villarrica
- Yataity del Guairá